# Falern
|  | No s'ha de confondre amb Falernum. |

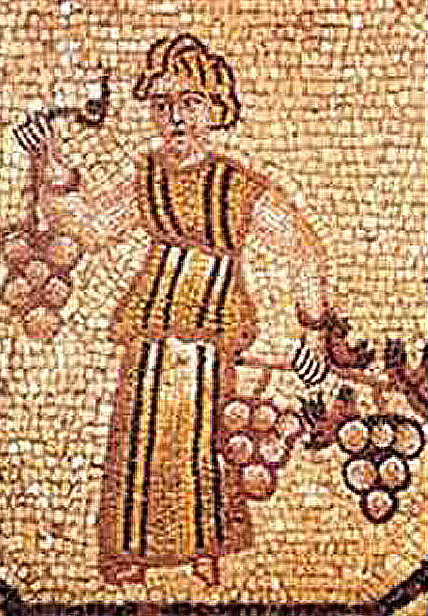
Mosaic romà representant la recollida de grans raïms a la Campània.

El falern (llatí: Falernum) és un vi històric de l'antiga Roma que es produïa al Camp Falern, i que actualment encara es produeix al Lazio i a Mondragone, de 12-13 graus d'alcohol.
Marc Valeri Marcial i Ateneu de Nàucratis ja n'havien parlat. El primer deia que n'hi havia de sec, de color groc, i de dolç, de color més fosc. Només si els vents del sud bufaven en temps de la collita se'n feia de dolç. Calia deixar-lo envellir un mínim de 10 anys abans de beure'l. Entre 15 i 20 anys assolia, segons Ateneu, el seu punt òptim.
Actualment, els negres s'elaboren amb aglianico i barbera, i els blancs amb falanghina.